# Сан-Руфо
Сан-Руфо (итал. San Rufo) — коммуна в Италии, располагается в регионе Кампания, в провинции Салерно.
Население составляет 1850 человек, плотность населения составляет 60 чел./км². Занимает площадь 31 км². Почтовый индекс — 84030. Телефонный код — 0975.
Покровителем коммуны почитается святой Руф из Капуи, празднование 27 августа.